# Mil pedazos
"Mil pedazos" es una canción interpretada por el cantautor colombiano Juanes para su sexto álbum de estudio Loco de amor (2014). La canción fue lanzada como el segundo sencillo del disco el 7 de marzo de 2014.

## Producción y lanzamiento
"Mil Pedazos" fue escrita por el mismo Juanes y Emmanuel Del Real, integrante de la banda mexicana Café Tacvba. La producción de la canción estuvo a cargo de Juanes y coproducida por Steve Lillywhite. Matty Green diseñó la canción y la mezcló junto con Lillywhite. "Mil Pedazos" fue grabado en dos estudios: Henson Recording Studios en Hollywood, y Perfect Sound Studios en California. 

## Gráfico de rendimiento
En Colombia, "Mil Pedazos" debutó en el número 10 en el National-Report que finalizó el 14 de abril de 2014. En los Estados Unidos, la canción debutó en el número 30 en el Billboard Latin Pop Songs, y en México en la lista Billboard Mexican Airplay alcanzó el puesto 33.

## Posicionamiento en listas
| Lista (2014–18)                       | Mejor posición |
| ------------------------------------- | -------------- |
| Colombia (National-Report)            | 5              |
| República Dominicana (Monitor Latino) | 8              |
| Ecuador (National-Report)             | 81             |
| México (Mexico Airplay)               | 18             |
| España (PROMUSICAE)                   | 9              |
| Estados Unidos (Hot Latin Songs)      | 47             |
| Estados Unidos (Latin Pop Airplay)    | 13             |
| Estados Unidos (Tropical Airplay)     | 30             |

## Historial de lanzamiento
| Región         | Fecha               | Formato          | Version              | Discógrafica           |
| -------------- | ------------------- | ---------------- | -------------------- | ---------------------- |
| Mundo          | 7 de marzo de 2014  | Vídeo musical    | Sencillo promocional | Universal Music Latino |
| América Latina | 19 de marzo de 2014 | Airplay          | Sencillo             | Universal Music Latino |
| Mexico         | 15 de abril de 2014 | Descarga digital | Sencillo             | Universal Music Latino |
| España         | 15 de abril de 2014 | Descarga digital | Sencillo             | Universal Music Latino |